# 群山市
群山市（：／ Gunsan si */?），是大韓民國全北特别自治道西北部的一個城市，位於锦江南岸，與忠清南道相望，西臨黃海。面積675.38平方公里，2008年人口263,845人。下分1邑、10面、16洞。

## 歷史
现在的群山市是由旧群山市和沃沟郡合并而来。
757年（统一新罗景德王时期）置沃溝縣（옥구현），1895年（朝鲜高宗时期）升为郡。1899年，羣山浦開港。1906年，沃溝郡升为府，并于日韩合并后改称羣山府。1914年，又分設羣山府及沃溝郡。1949年8月15日，羣山府变更为羣山市。1995年市郡合併。

## 交通
鐵路有長項線經過。高速公路有西海岸高速公路。駐韓美軍與韓國空軍在此共用群山空軍基地，群山機場同時有通往濟州的民航航班。

## 姐妹城市
- 中华人民共和国山东省煙台市
- 加拿大溫莎市
- 美国華盛頓州塔科马
- 印度詹謝普爾、平欽